# Ruud de Moor

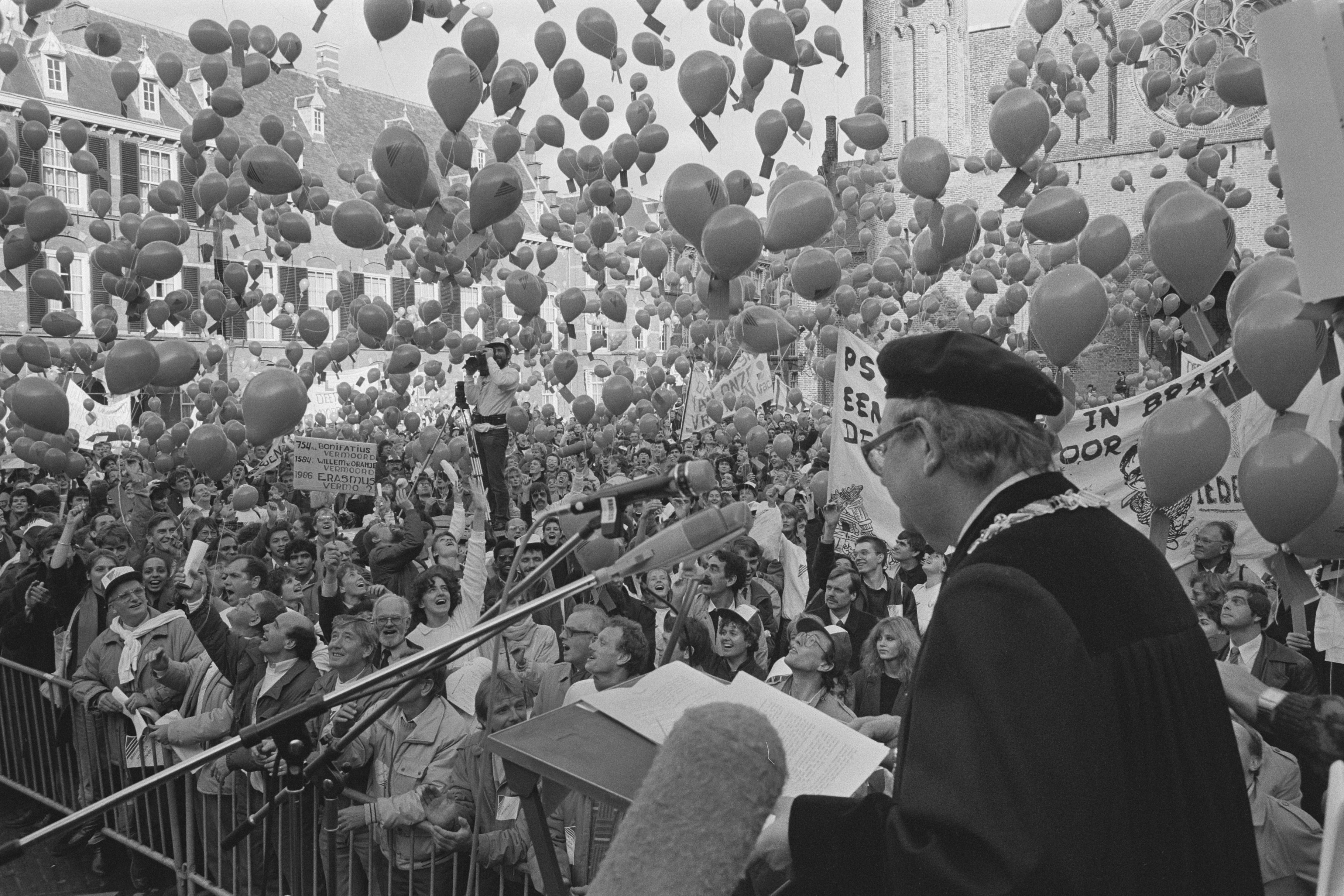
Rector magnificus De Moor spreekt demonstranten van Katholieke Universiteit Brabant in Den Haag toe en geef startsein voor oplaten ballonnen

Ruud Alphons de Moor (Chaam, 6 april 1928 – Tilburg, 3 maart 2001) was een Nederlandse hoogleraar sociologie verbonden aan de Universiteit van Tilburg en de Open Universiteit in Nederland. In 1968 en van 1983-1991 was hij rector van de Universiteit van Tilburg.
Met Jan Kerkhofs startte hij de European Values Study, die later uitgroeide tot de World Values Survey.
Het Ruud de Moor centrum (RdMC) van de Open Universiteit in Nederland is vernoemd naar hem als oprichter en ter ere van zijn invloed op de hervorming van het hoger onderwijs in Nederland.